# Marco Bello

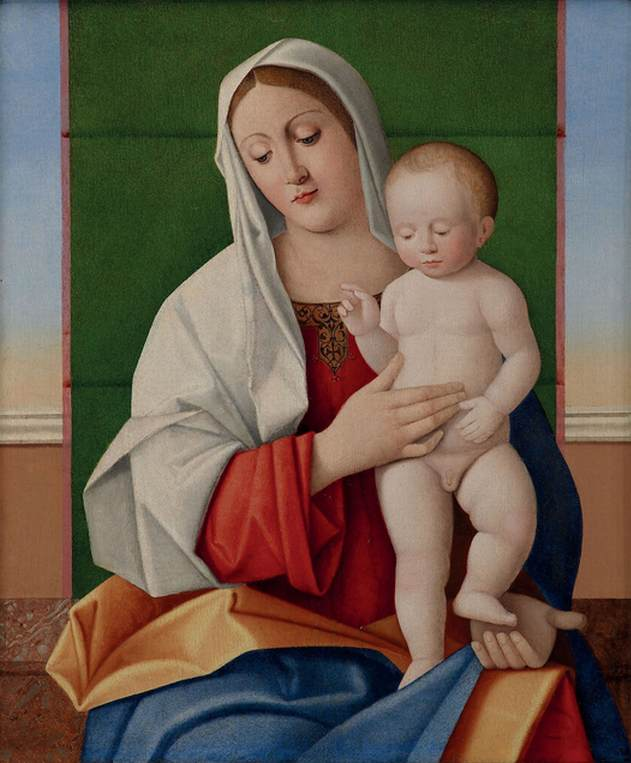
Vergine con Bambino, Collezione privata

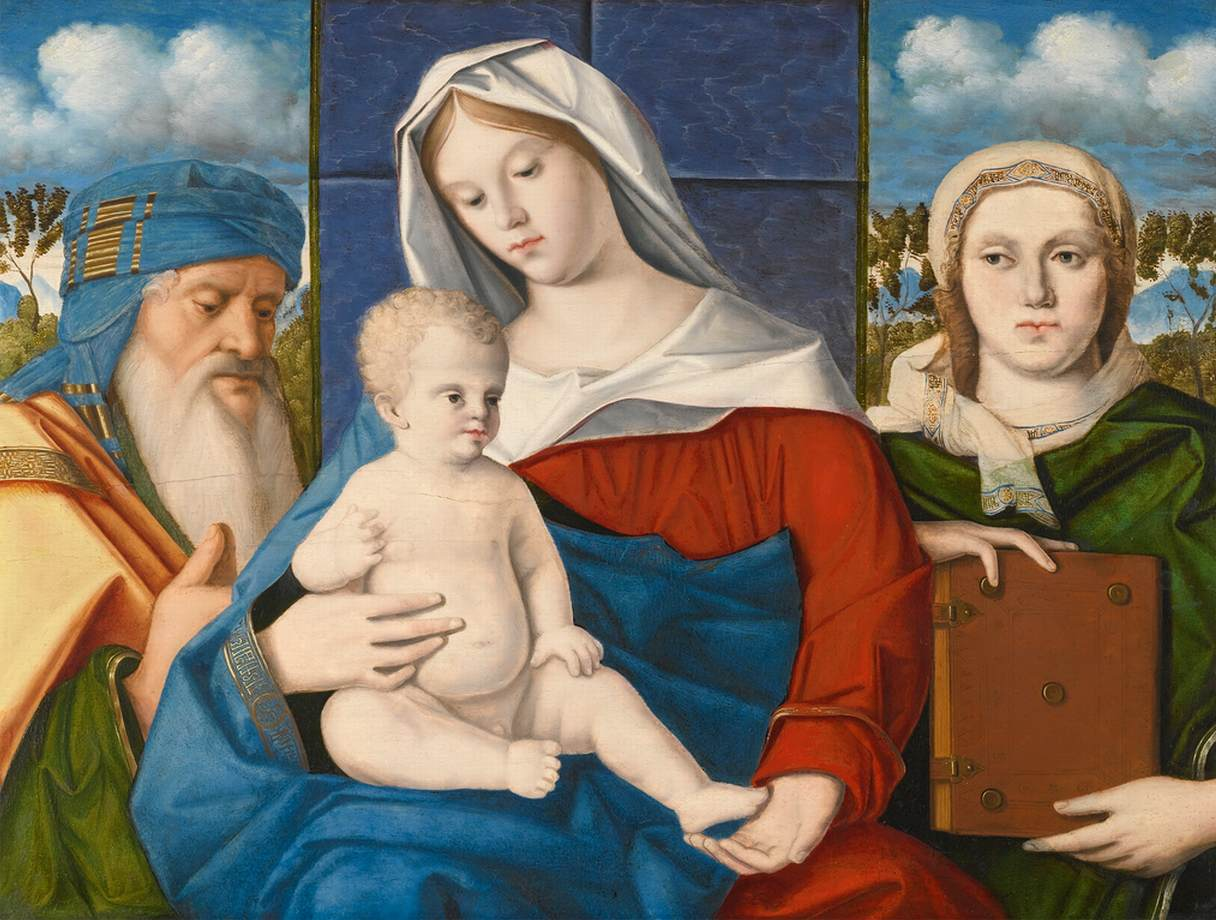
Sacra Conversazione, Collezione privata

Marco Bello (Venezia, 1470 circa – Udine, 1523) è stato un pittore italiano.

## Biografia
Le notizie sulla vita e sulla sua formazione artistica sono scarne e contraddittorie, però sulla sua origine veneziana e sulla sua morte, avvenuta nella città di Udine, vi sono documentazioni piuttosto esplicite. Figlio del veneziano Giorgio Belli, sposò Franceschina, figlia del pittore e scultore Domenico da Tolmezzo.
Studiò e praticò la pittura come allievo e seguace di Giovanni Bellini, con cui collaborò in numerosi lavori, e dal quale riprese le invenzioni iconografiche, caratterizzate da personaggi a mezza figura, che riscossero consensi a Venezia.
La sua prima opera documentata fu la Circoncisione dell'Accademia dei Concordi che non a caso presenta un'iscrizione delucidante: Opus Marci Belli discipuli Ioannis Bellini. Questo dipinto, sostanzialmente, si risolse in una copiatura a grandi linee della Circoncisione di Bellini, conservata alla National Gallery, recante qualche peculiarità come i contorni aspri, i colori cupi e una regolarità figurativa.
La Madonna col Bambino e la Vergine e il Bambino con un santo in adorazione realizzati da Bello, derivarono dalla Madonna con quattro Santi belliniana.
Alcuni critici d'arte come il Gibbons attribuiscono a Marco Bello anche varie altre Madonne col Bambino, una Madonna col Bambino e quattro Santi conservata lungamente a Leningrado, una Madonna con quattro santi e donatore nella Morgan Library di New York, una Madonna col Bambino e un donatore della Ca d'Oro di Venezia, il Cristo portacroce del Szépmüvészeti Múzeum di Budapest, il Santo Vescovo e il san Francesco del museo di Castel Sant’Angelo di Roma, tutte realizzate agli inizi del Cinquecento, periodo in cui Bello collaborò con Bellini per l'altare di Cornbury.
Tra le più recenti attribuzioni menzioniamo l’unica opera friulana nota, la decorazione ad affresco delle facciate del palazzo Stringher-Levrini a Cividale del Friuli, accreditata dal Tempestini al Bello. Le opere furono realizzate fra il 1515 e il 1520, e comprendono scene profane, ovvero Storie di Ercole (Ercole e Caco, L’uccisione dell’Idra di Lerna, L’uccisione del leone nemeo, Ercole che lotta con Anteo e Priamo e Tisbe, Venere e le tre Grazie), e una Madonna con il Bambino e santi.
Anche se le caratteristiche stilistiche e la personalità di Marco Bello furono subordinate a quelle di Bellini, l'allievo e collaboratore del Maestro si distinse per alcuni elementi di grazia e serenità espressiva.
Marco Bello realizzò ancone e gonfaloni, tutti perduti, per le chiese della campagna friulana.